# Neochmia temporalis
El diamante cejirrojo (Neochmia temporalis) es una especie de ave paseriforme de la familia Estrildidae que habita en la costa este de Australia. También ha sido introducido en la Polinesia Francesa con fines de reproducción. Se puede encontrar comúnmente en bosques templados de aproximadamente 23 y 26 °C y hábitats de sabanas secas, manglares y hábitats secos en la región tropical.
La especie se distingue por una raya de color rojo brillante por encima del ojo y tener el obispillo rojo. El resto del cuerpo es de color gris, con oliva en las coberteras alares y el cuello. Las aves jóvenes no tienen marcas de color rojo en la frente, ni coloración oliva en el cuello y coberteras. Los adultos miden de 11 a 12 cm de longitud.

## Taxonomía

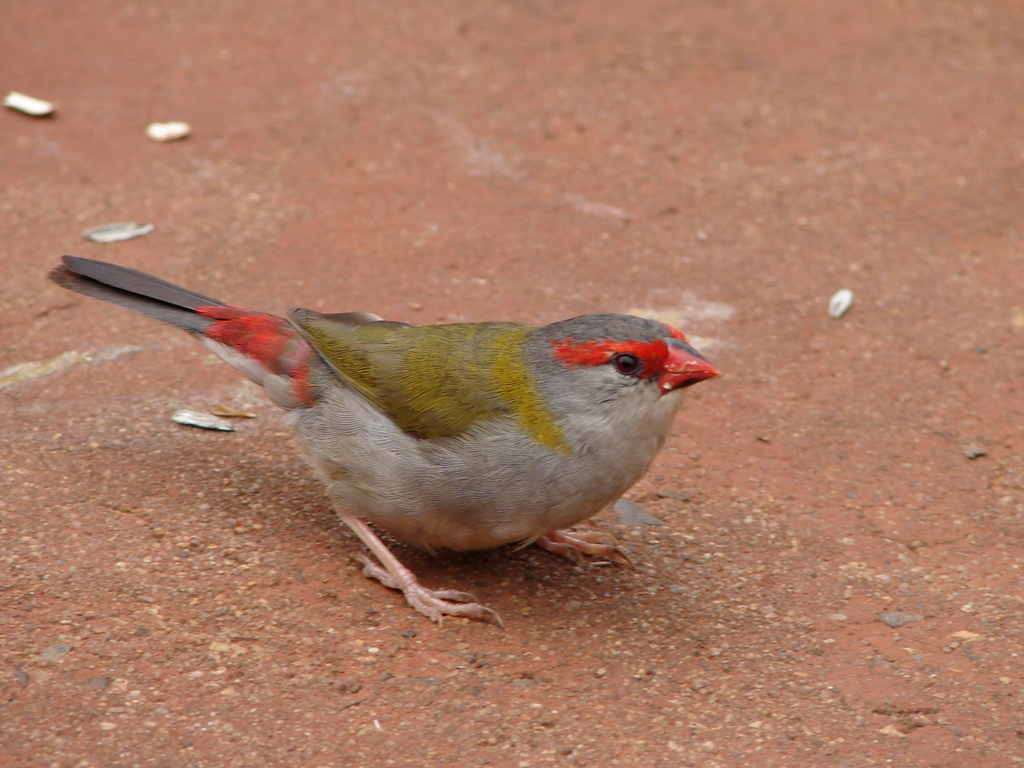
Ejemplar en el parque nacional Bunya Mountains en Queensland, Australia.

El diamante cejirrojo es una de las cuatro especies del género Neochmia.
Tiene tres subespecies: la especie nominal N. temporalis temporalis, se distribuye en la mayor parte de la costa oriental, y en el interior de Nueva Gales del Sur y Victoria; N. temporalis minor, que se distingue por tener el pecho blanco, en el norte de Queensland y el sureste de Australia, y N. temporalis loftyi, en la esquina suroeste de Australia Meridional, aunque esta última a veces no está listada como subespecie, ya que las diferencias entre ésta y la especie tipo son relativamente menores.

## Conservación
La especie es común en el sureste de su gama de distribución, desde Brisbane a Melbourne. La subespecie N. t. minor es común entre Cooktown y Townsville. La especie esta clasificada como "preocupación menor" en la lista roja de la IUCN. No hay procesos perjudiciales importantes para N. t. temporalis, aunque el control de animales CRC sugiere que el pinzón canela introducido (Lonchura punctulata), que actualmente amenaza a algunos capuchinos nativos por la mayor competitividad, puede suponer una amenaza menor a esta subespecie en el norte de Queensland.
En las zonas regionales la especie necesita una adecuada densidad de arbustos que le proporcione cobertura y lugares de forrajeo. Se ha observado que la especie ha disminuido o incluso desaparecido en zonas que han sido despejadas o pastoreadas, especialmente en combinación con la sequía.